# So This Is Africa
Pour plus de détails, voir Fiche technique et Distribution.
So This Is Africa est un film américain réalisé par Edward F. Cline, sorti en 1933.

## Synopsis
Un studio de cinéma fait appel à deux artistes de vaudeville pour réaliser un film dans l'Afrique noire.

## Fiche technique
- Titre : So This Is Africa
- Réalisation : Edward F. Cline
- Scénario : Norman Krasna
- Photographie : Leonard Smith
- Montage : Maurice Wright
- Société de production : Columbia Pictures
- Pays d'origine : États-Unis
- Format : Noir et blanc - 1,37:1 - Mono
- Genre : Comédie, film musical
- Date de sortie : 1933

## Distribution
- Robert Woolsey : Alexander
- Bert Wheeler : Wilbur
- Raquel Torres : Tarzana
- Esther Muir : Mme Johnson-Martini
- Berton Churchill : le producteur de films
- Spencer Charters : Docteur
- Charles Gemora : Josephine (non crédité)
- Spec O'Donnell : Johnny (non crédité)
- Jerome Storm : le directeur de production (non crédité)
- Henry Armetta : l'éboueur (non crédité)